# Yéngou
Yéngou est une commune rurale de la préfecture de la Ouaka, en République centrafricaine. Elle s’étend à l’est de la ville d’Ippy.

## Géographie
La commune est située au nord-ouest de la préfecture de la Ouaka. Elle est limitrophe des préfectures de Haute-Kotto et de Bamingui-Bangoran. 
| Koudou-Bégo        | Mbolo-Pata   | Samba-Boungou |
| Ippy               | Yéngou       | Daba-Nydou    |
| Baïdou-Ngoumbourou | Haute-Baïdou | Daho-Mboutou  |

## Villages
La commune compte 72 villages en zone rurale recensés en 2003 : Atongo Bakari (1, 2), Babou-Salam, Badja, Baleko, Binguipou, Boundio, Boysamba, Dama, Damou, Djama Ngoundji, Dokpalia, Dongo, Doungoupou Djamedja, Endjiangbanga, Endjidade, Endjigbopou, Gatawango, Gbaba, Gbanendji, Gbapou, Godjane, Grawa, Grayo 1, Grayo 2, Guiwa Blio, Kamandji (1, 2), Kobingui, Kongo, Kopia, Korobla, Kossi, Kossio, Kossiyo, Kouzourassa 1, Kouzourassa2, Koyarde, Kpatakota, Kpero 2, Kpetene, Kpinga, Laffolo, Lahou-Mapouka, Lakonde, Lakounde, Lambla, Laponendji, Lendabale, Madjoro, Mandaka 1, Mandaka 2, Mandane 1, Mandane 2, Mandane 3, Mandouko (3, 4), Mandouko 1, Mandouko 2, Manehou, Marema 1, Marema 2, Mbade 1, Mbade 2, Mbade 3, Mbahouba, Morouba, Ndagbama 1, Ndagbama 2, Ndahoya-Damandji, Nemango, Ngalao, Ngawa 1, Ngawa 2, Ngbagra Ngoandjikiyi, Ngbanguere, Ngoalingui, Ngoboudo, Ngounda, Nguimalet, Ouga, Ouimba, Ouringa, Semalsio, Senoussi, Tizzi, Trandemou, Wadondo, Wangala, Wangaye, Yadoko, Yakidji, Yakota, Yambassa, Yamindou, Yangou Ndaba, Yemapou, Yengou, Zaoka Atongo.

## Éducation
La commune compte 8 écoles publiques : à Madoundji, Laou, Kopia, Ngongboundou, Zoumako, Mandouko, Atongo-Bakari et Chenda.